# 東山 (彰化縣)
東山，是臺灣彰化縣員林市的一個傳統地域名稱，位於該市東北部。相較於今日行政區，其範圍大致包括西東里、東北里、中東里、南東里。歷史上的東山還包括八卦台地頂部較平坦地區的西側，即今芬園鄉的同安村西南部凸出部分、中崙村西部近邊界地帶。日治前期的邊界調整，將該地區改劃歸同安寮管轄。

## 歷史
台灣清治末期至日治初期，東山地區為一街庄，稱為「東山庄」，隸屬於燕霧下堡。該庄昔日北與黃厝庄為鄰，東與同安藔庄為鄰，南邊為三塊厝庄，西邊為三條圳庄、蓮花池庄。當時最東邊到達八卦台地頂部較平坦地區的西側。
1901年（日治明治三十四年）11月，全台廢縣廳改設二十廳，該庄隸屬於彰化廳。1903年（明治三十六年）6月，該庄編入「員林區」，隸屬於彰化廳。1909年（明治四十二年）10月，合併二十廳為十二廳，員林區改隸屬於臺中廳。1920年（大正九年），該庄改制為「東山」大字，隸屬於臺中州員林郡員林街。因為邊界調整，八卦台地頂部西側改劃歸同安寮大字，隸屬於臺中州彰化郡芬園庄。
戰後員林街改制為員林鎮，隸屬於臺中縣，大字亦改制為里。1950年10月，中、彰、投分治，員林鎮改隸屬彰化縣。2015年8月，員林鎮因人口數超過新的標準而升格為員林市。

## 聚落
本地區發展較早的聚落為東山、浮圳、橋杉，在日治期初期的官方地圖上已有記載。此外，本地區尚有內湖子、三條莊、浮圳子尾、圳岸腳、江厝、錦安坑、石頭坑、柴坑、中山、出水坑、北中山、南邊田頭、甘井坑、油車坑、大樹坑等聚落。

## 交通
省道台1線（中山路二段～一段）又稱「縱貫公路」，是台北至屏東楓港的傳統平面幹道，大致以北北西—南南東走向繞大彎轉縱向經過本地區西北部邊界外不遠處。由該道路向北北西可前往大村、花壇、彰化、烏日、大肚等地，向南可前往員林市區、埔心、永靖、田尾等地。
縣道137號（山腳路）是彰化至二水源泉的道路，主要沿八卦台地西側山麓地帶而行，大致以北北西—南南東走向蜿蜒經過本地區中部偏西地帶。由該道路向北北西可前往大村、花壇、彰化，向南可前往社頭、田中、二水等地的山麓地帶。
縣道139號（大彰路三段～二段）是伸港鄉新港至鹿谷鄉初鄉的道路，本地區所在路段係沿八卦台地稜線而築，大致以北北西—南南東走向蜿蜒經過本地區東部邊界外不遠處。由該道路向北北西可前往芬園與大村交界地帶、芬園與花壇交界地帶、花壇與彰化交界地帶、彰化、和美、線西等地，向南南東可前往南投、中寮、集集、鹿谷等地。該道路目前與本地區中西部各地並無任何道路可以直通，必須繞道經過其他地區。
縣道148號（山腳路四段、員草路）是王功至草屯的道路，大致以西南—東北走向蜿蜒經過本地區東南部。由該道路向西南轉西微南可前往員林市區、埔心、溪湖、芳苑等地，向東北可前往芬園南部、草屯等地。
鄉道彰76線（浮圳路二段～一段）是源潭至中東的道路，其東側端點位於本地區中部偏南縣道137號路口。由此向西南西轉要微南出境後，可前往三條圳、員林市區、南平並止於鄉道彰55線路口。

## 學校
- 東山國小